# Uiverbrug
De Uiverbrug (brug 2208) is een basculebrug in Amsterdam-Zuid.
Ze is gelegen in de Generaal Vetterstraat en overspant de Riekerhaven naar de Valschermkade. De Uiverbrug is bestemd als verkeersbrug, de naastgelegen brug 307 (ook wel Riekerhavenbrug) van het Jaagpad is alleen bestemd voor voetgangers en fietsers.
De brug 307 dateert uit 1950, brug 2208 is meer dan vijftig jaar later gebouwd. XX Architecten (prof. ir. Jan Brouwer) uit Delft kwam met het ontwerp voor een aluminium klapbrug, die als een soort duiker dicht boven het wateroppervlak ligt. De brug won door het ontwerp de Aluminium Award 2003. De brug is geschikt voor zwaar vervoer (klasse 45 belasting), is (relatief ten opzichte van een stalen brug) goedkoop in het onderhoud en duurzamer. Een klapbrug is een basculebrug zonder tegenwicht, dit betekent in principe dat er meer energie nodig zou zijn voor het openen en sluiten van de brug, dit wordt echter gecompenseerd doordat aluminium veel lichter is dan het voor verkeersbruggen meestal gebruikte staal. In de buitenzijde van de brugleuning is het jaar van aanleg opgenomen; het brugnummer staat op een metalen plaatje op het landhoofd.
De brug kende enkele kinderziekten, die in 2004 en 2005 verholpen moesten worden. De afsluiting werkte niet goed (gebruikers van de brug konden die terzijde schuiven) en bij het aanbrengen van een harslaag werd de brug beschadigd. De brug is in die periode maandenlang afgesloten geweest voor het wegverkeer.
In december 2016 is de brug verbouwd voor afstandsbediening, het openen en sluiten wordt sindsdien geregeld vanuit het hoofdkwartier van Waternet.
De brug is na het uitschrijven van een prijsvraag van de stadsdeelraad vernoemd naar de Uiver, het legendarische KLM-vliegtuig, eveneens grotendeels van aluminium. Een bijkomende reden om deze naam goed te keuren was dat in de buurt straten zijn vernoemd naar zaken uit de luchtvaart (Pilotenstraat, Helicopterstraat en Anthony Fokkerweg. Op steenworp afstand is bovendien het Nederlands Lucht- en Ruimtevaartcentrum gevestigd. Overigens was de naam Aluminiumbrug al vergeven aan een andere brug in Amsterdam, een brug met een aluminium wegdek.

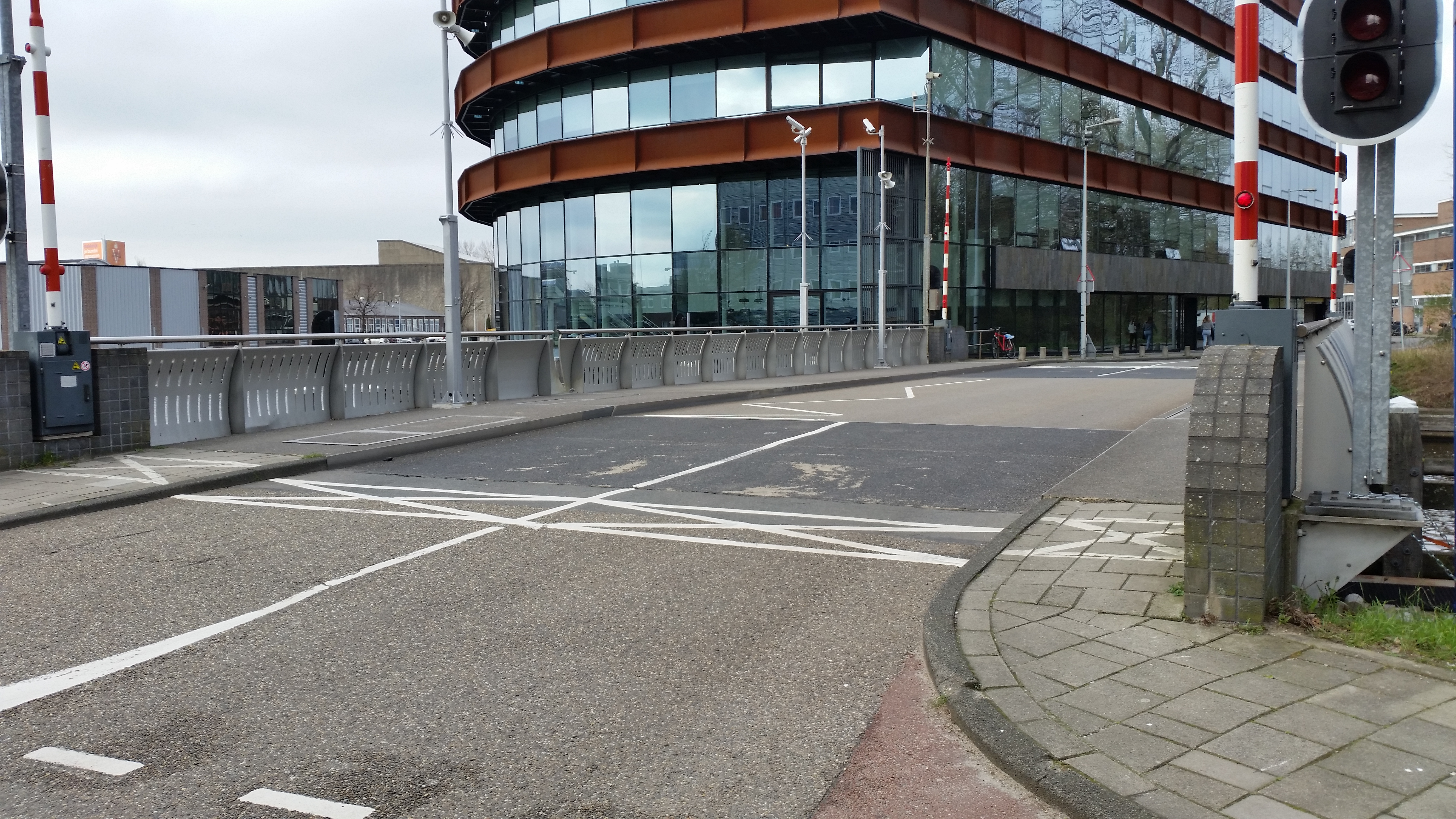
De Uiverbrug (maart 2019)